# 香川県道208号大麻琴平買田線
香川県道208号大麻琴平買田線（かがわけんどう208ごう おおさことひらかいたせん）は、香川県善通寺市から仲多度郡まんのう町に至る一般県道である。

## 概要
香川県道207号琴平停車場琴平公園線との重複区間に相当する区間は終日北行一方通行となっている。従って起点から終点方向への全線走破は不可能である。また日曜・休日においては、この北方一方通行区間は県道206号との交点である今橋西交差点まで拡張される。なお、この区間は土産物店の駐車場への客引きが多いため、通行には注意を要する。

### 路線データ
- 起点：香川県善通寺市大麻町（善通寺市大麻町交差点、国道319号交点）
- 終点：香川県仲多度郡まんのう町買田（買田南交差点、国道32号交点）
- 総延長：2.7 km

## 歴史
- 1966年（昭和41年） - 昭和41年香川県告示第736号（表3）により、県道大麻琴平十郷線（おおさことひらそごうせん）として認定。
- 2006年（平成18年）3月20日 - 仲南町廃止、まんのう町発足に伴い名称を大麻琴平買田線に変更（平成18年香川県告示第189号）。

## 路線状況

### 重複区間
- 香川県道207号琴平停車場琴平公園線（仲多度郡琴平町）

## 地理

### 通過する自治体
- 善通寺市
- 仲多度郡琴平町
- 仲多度郡まんのう町

### 交差する道路
| 交差する道路                                   | 市町村名 | 市町村名   | 交差する場所 | 交差する場所                |
| ---------------------------------------------- | -------- | ---------- | ------------ | --------------------------- |
| 国道319号                                      | 善通寺市 | 善通寺市   | 大麻町       | 善通寺市大麻町交差点 / 起点 |
| 香川県道207号琴平停車場琴平公園線 重複区間起点 | 仲多度郡 | 琴平町     |              |                             |
| 香川県道207号琴平停車場琴平公園線 重複区間終点 | 仲多度郡 | 琴平町     |              |                             |
| 香川県道206号原田琴平線                        | 仲多度郡 | 琴平町     |              |                             |
| 国道377号                                      | 仲多度郡 | まんのう町 | 買田         | 買田交差点                  |
| 国道32号 国道319号 重複                        | 仲多度郡 | まんのう町 | 買田         | 買田南交差点 / 終点         |

### 交差する鉄道
- 土讃線

### 沿線
- 琴平郵便局